# 天喜
天喜（1053年2月2日—1058年9月18日）是日本平安時代的年號之一。使用這個年號的天皇是後冷泉天皇。

## 改元
- 永承八年——一月十一日（1053年2月2日），改元為天喜元年。
- 天喜六年——八月二十九日（1058年9月19日） 改元為康平元年。

## 出處
《抱朴子》

## 紀年、西曆、干支對照表
「※」表示為小月。
| 天喜元年（癸巳） | 一月※     | 二月  | 三月※ | 四月    | 五月※ | 六月※ | 七月  | 閏七月※ | 八月  | 九月※ | 十月    | 十一月   | 十二月    |
| ---------------- | --------- | ----- | ----- | ------- | ----- | ----- | ----- | ------- | ----- | ----- | ------- | -------- | --------- |
| 天喜元年（癸巳） | 1053/1/23 | 2/21  | 3/23  | 4/21    | 5/21  | 6/19  | 7/18  | 8/17    | 9/15  | 10/15 | 11/13   | 12/13    | 1054/1/12 |
| 天喜二年（甲午） | 一月※     | 二月  | 三月※ | 四月    | 五月※ | 六月※ | 七月  | 八月※   | 九月  | 十月※ | 十一月  | 十二月   |           |
| 天喜二年（甲午） | 1054/2/11 | 3/12  | 4/11  | 5/10    | 6/9   | 7/8   | 8/6   | 9/5     | 10/4  | 11/3  | 12/2    | 1055/1/1 |           |
| 天喜三年（乙未） | 一月※     | 二月  | 三月  | 四月※   | 五月  | 六月※ | 七月※ | 八月    | 九月※ | 十月  | 十一月※ | 十二月   |           |
| 天喜三年（乙未） | 1055/1/31 | 3/1   | 3/31  | 4/30    | 5/29  | 6/28  | 7/27  | 8/25    | 9/24  | 10/23 | 11/22   | 12/21    |           |
| 天喜四年（丙申） | 一月※     | 二月  | 三月  | 閏三月※ | 四月  | 五月  | 六月※ | 七月※   | 八月  | 九月※ | 十月    | 十一月※  | 十二月    |
| 天喜四年（丙申） | 1056/1/20 | 2/18  | 3/19  | 4/18    | 5/17  | 6/16  | 7/16  | 8/14    | 9/12  | 10/12 | 11/10   | 12/10    | 1057/1/8  |
| 天喜五年（丁酉） | 一月※     | 二月  | 三月  | 四月※   | 五月  | 六月※ | 七月  | 八月※   | 九月  | 十月※ | 十一月  | 十二月※  |           |
| 天喜五年（丁酉） | 1057/2/7  | 3/8   | 4/7   | 5/7     | 6/5   | 7/5   | 8/3   | 9/2     | 10/1  | 10/31 | 11/29   | 12/29    |           |
| 天喜六年（戊戌） | 一月      | 二月※ | 三月  | 四月※   | 五月  | 六月※ | 七月  | 八月    | 九月※ | 十月  | 十一月※ | 十二月   | 閏十二月※ |
| 天喜六年（戊戌） | 1058/1/27 | 2/26  | 3/27  | 4/25    | 5/25  | 6/24  | 7/23  | 8/22    | 9/21  | 10/20 | 11/19   | 12/18    | 1059/1/17 |

## 同期存在的其他政權之紀年
- 中國
  - 皇祐（1049年－1054年）：宋—宋仁宗趙禎之年號
  - 至和（1054年－1056年）：宋—宋仁宗趙禎之年號
  - 嘉祐（1056年－1063年）：宋—宋仁宗趙禎之年號
  - 政安（1053年－1061年）：大理—段思廉之年號
  - 重熙（1032年－1055年）：契丹—遼興宗耶律宗真之年號
  - 清寧（1055年－1064年）：契丹—遼道宗耶律洪基之年號
  - 福聖承道（1053年－1056年）：西夏—夏毅宗李諒祚之年號
  - 奲都（1057年－1062年）：西夏—夏毅宗李諒祚之年號
- 越南
  - 崇興大寶（1049年－1054年）：李朝—李佛瑪之年號
  - 龍瑞太平（1054年－1058年）：李朝—李日尊之年號